# Harrison Chongo
Harrison Chongo (Mufulira, Zambia, 5 de junio de 1969-Mufulira, Zambia, 12 de mayo de 2011) fue un futbolista y entrenador de fútbol de Zambia que jugó en las posiciones de defensa y centrocampista.

## Carrera

### Club
| Periodo   | Club               |
| --------- | ------------------ |
| 1988–1992 | Mufulira Wanderers |
| 1992–2002 | Al-Taawoun FC      |

### Selección nacional
Jugó para Zambia en 46 ocasiones de 1992 a 1998, participó en cuatro ediciones de la Copa Africana de Naciones, siendo seleccionado en el equipo ideal del torneo en la edición de 1994.

## Muerte
Chongo murió el 12 de mayo de 2011 en Mufulira de malaria. En ese tiempo era el entrenador del del Mufulira Wanderers.

## Logros

### Club
- Copa de Zambia (1): 1988
- Primera División de Arabia Saudita (1): 1996/97
- Prince Faisal bin Fahd Cup (2): 1996, 2001

### Individual
- Equipo Ideal de la Copa Africana de Naciones 1994.